# Carl Friedrich Fischer
Carl Friedrich Fischer, född i Sachsen cirka 1757, död 14 mars 1792, var en tysk oboist. Han kontrakterades till Hovkapellet i oktober 1785 tillsammans med sju andra tyska musiker. Dessa ingick även i Gustav IIIs privata harmonimusikkår. Fischer gick bort i lungsot 1792.